# Aílton José Pereira Júnior
Aílton José Pereira Júnior vagy röviden Júnior [ejtsd: Zsúnior] (Guariba, 1987. július 23. –) brazil labdarúgó, hátvéd. Jelenleg a AZAL PFK játékosa.